# Regina Eitmonė
Regina Eitmonė (* 7. Dezember 1961 in Juknaičiai, Rajongemeinde Šilutė)  ist eine litauische Politikerin, stellvertretende Bürgermeisterin der Stadtgemeinde Panevėžys.

## Leben
Nach dem Abitur 1980 an der 6. Mittelschule Panevėžys absolvierte sie 1982 die Kulturschule Vilnius und 1993 das Diplomstudium an der Fakultät für Kommunikation der Vilniaus universitetas.
Von 1982 bis 1983 war sie Bibliographin der Universitätsbibliothek Vilnius.
Von 1984 bis 1994 war sie Ingenieurin beim Werk Panevėžio autokompresorių gamykla.
Sie ist Mitglied von Lietuvos socialdemokratų partija.